# 林水樹
林水樹（1952年—），無黨籍，綽號水樹仔，生於台灣嘉義縣東石鄉，嘉義海線角頭與地方政治人物。曾有多項前科，被稱為縱貫線教父。在嘉義政壇素有名望，為嘉義區漁會榮譽理事長，政治上人脈跨越各黨派。

## 生平
林水樹家族在嘉義縣素有名望，與蕭家班齊名，其兄林純金曾任東石鄉鄉長。林水樹為地方角頭，與萬華角頭楊慶順為結拜兄弟，十大槍擊要犯林來福曾為其小弟。
曾有殺人未遂、賭博、偽造文書向農會超貸等多項前科，警方曾懷疑他參與軍火走私與職棒簽賭案，但並未起訴。

## 家庭
其女林佳瑩，曾任東石鄉鄉長。